# Lagoa Massabi
Der Lagoa Massabi oder Lagoa Chicamba ist ein U-förmiger Strandsee bzw. eine Lagune im nördlichsten Küstenabschnitt der angolanischen Exklave Cabinda nahe der Grenze zur Republik Kongo.

## Beschreibung
Die namensgebende Stadt Chicamba, auch Massabi, liegt etwa fünf Kilometer nördlich unmittelbar an der Grenze. Der See mit einem regenzeitlichen Hochwasserauslass an der Nehrung der Ausgleichsküste am Atlantik hat eine größte Nord-Süd-Ausdehnung von acht Kilometern und misst in Ost-West-Richtung etwa zehn Kilometer. Der fischreiche See ist von tropischem Urwald umgeben, der außer Boaschlangen und Papageien angeblich noch Gorillas beherbergt. Drei Ethnien sind am See vertreten: im Norden um Chicamba die Bavili, an der Küste im Westen bis zum südlich gelegenen Ort Landana die Bakoki sowie im Zentrum und im Osten die Balili, alle Angehörige der Bakongo.

## Politik
Die Verbindungsstraße von der Grenze Kongos zur Provinzhauptstadt Cabinda verläuft auf der Ostseite des Sees, dessen Bevölkerung als besonders vehement die Unabhängigkeit Cabindas vertretend gilt. Auf der Straße erfolgte am 8. Januar 2010 etwa 10 km von der Grenze Kongos entfernt ein Attentat von Rebellen einer Fraktion der FLEC gegen einen Bus der togoischen Fußballnationalmannschaft.